# ナイル川
ナイル川（ナイルがわ、アラビア語: نَهْرُ النِّيلِ（Nahr al-Nīl, ナフル・アン＝ニール）、英語: the Nile、フランス語: le Nil）は、アフリカ大陸北東部を概ね北へと流れ地中海に注ぐ、アフリカ大陸で最長級の河川である。長さは6650 km、流域面積は2,870,000 km2に及ぶ。ナイル川の流域国は10か国である。

## 概要

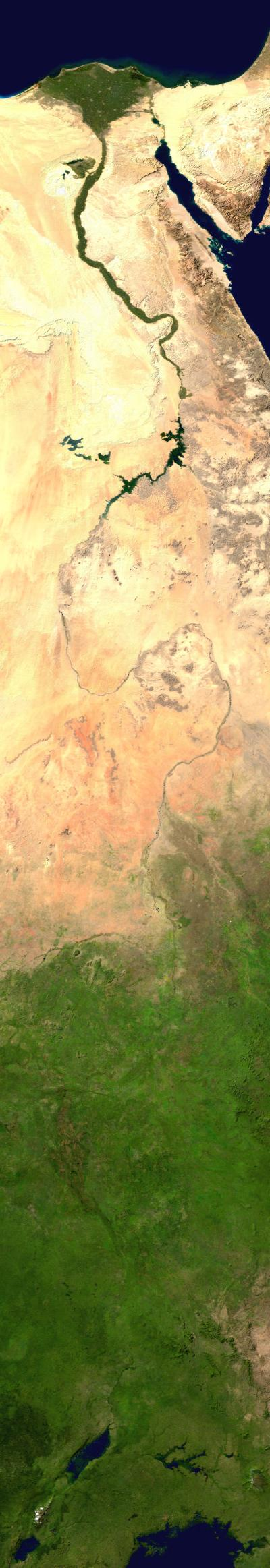
ナイル川の衛星写真。上流部は森林も見られるのに対して、下流域は乾燥地帯で砂漠が目立つ一方で、河口の三角州などには植生も目立つ。

ナイル川上流部の地図。

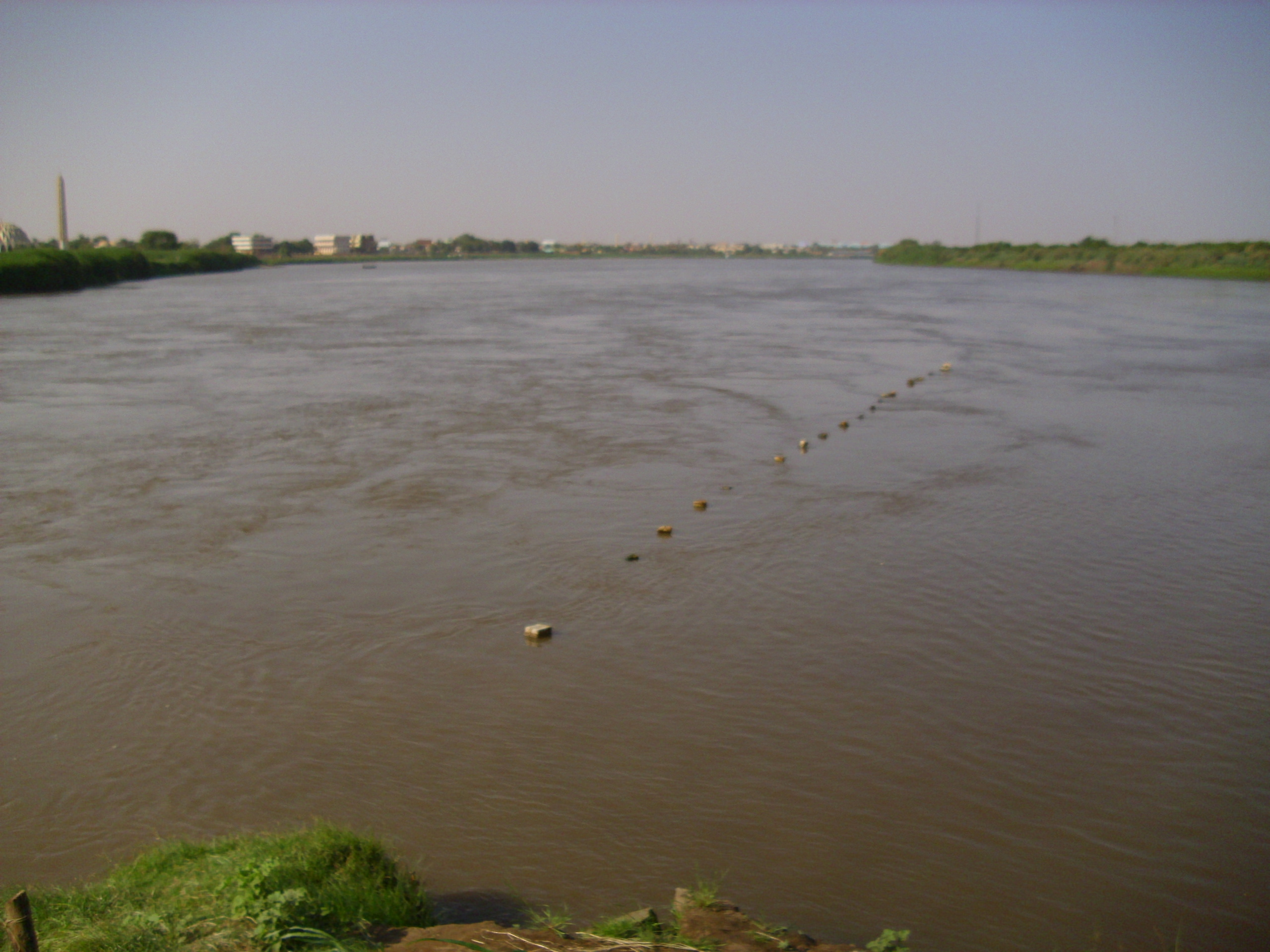
スーダンのハルツーム郊外での白ナイル川と青ナイル川の合流点。

一般にはヴィクトリア湖を源流とする約5760 kmの大河と思われているが、ヴィクトリア湖には多数の流入河川が存在し、一方でヴィクトリア湖からの流出河川はナイル川しか存在しないため、ヴィクトリア湖をナイル川水系に含み、そこに流れ込む河川の長さもナイル川の長さに加算するのが普通である。ヴィクトリア湖に流れ込む最大最長の河川は、ルワンダに源を持ち、ルワンダとブルンジやタンザニアの国境を成し、さらにタンザニアとウガンダの国境を成した後、タンザニアのブコバ市の北方でヴィクトリア湖に流れ込むカゲラ川である。そのカゲラ川の最長の支流は、ブルンジ南部のブルリ県を水源とするルヴィロンザ川（Ruvyironza）であり、これがナイル川の最上流とされる。
標高1134 mのヴィクトリア湖は、赤道直下に位置し、サバナ気候で、ナイル川の流域としては降水量も多い。ヴィクトリア湖から下流はヴィクトリアナイルとも呼ばれ、その長さは約5760 kmである。ヴィクトリア湖からのナイル川の流出口は、湖北部のジンジャであり、流出口には記念碑が建てられ、またオーエン・フォールズ・ダム（英: Owen Falls Dam）を建設して水力発電を行っている。ヴィクトリア湖から約500 km下流に行くとキオガ湖を経て、落差120 mのマーチソン・フォールズを降り、標高619 mのアルバート湖に流れ込む。アルバート湖には、他にウガンダ南西部のジョージ湖からカジンガ水路と、エドワード湖を通って流れてきたセムリキ川も注いでいる。
アルバート湖から下流はアルバートナイルとも呼ばれる。南スーダンに入り、急流を1つ越えると首都ジュバである。ジュバから下流側は勾配が非常に緩やかであり、少し北のモンガラ市周辺からはスッドの影響を受ける。支流のバハル・エル＝ガザル川（Bahr el Ghazal）とはノ湖で合流し、そこから下流は、白ナイル川と呼ばれる。この辺りはスッドと呼ばれる大湿原が存在し、ここで河川水が蒸発して、白ナイル川の流量は半分以下に激減する。帆船時代にスッドは、複雑な流路と、繁茂する水草のため、南北の河川を利用した交通を阻む障壁だったが、蒸気船の登場以後は航路が設定されるようになった。
スッドの出口である南スーダンのマラカル市の南でソバト川を合わせる。マラカルから、スーダンの首都のハルツームまでの800 kmの標高差は、12 mに過ぎず、非常に緩やかな流れである。白ナイル川はハルツームで、エチオピアのタナ湖から流れてくる青ナイル川と合流する。ここから先が狭義のナイル川である。
ハルツームを過ぎて80 kmほどで、ナイル川には再び急流が出現する。これは北から数えて6番目の急流（ナイル川急湍〈きゅうたん〉）であり、第6急湍と呼ばれる。ここからエジプトのアスワンまでの間にある6つの急流は、エジプトとスーダンの間の舟運を拒み、交通の障害であった。しかし、この急流の区間は古くからエジプトの影響を受け、ヌビアと呼ばれて独自の古代王国を築いていた。第6急湍の北、200 kmほどの所には、古代のクシュ王国の都であったメロエ（Meroë）が形成された。さらにその北、ハルツームから約300 km下流のアトバラで、支流のアトバラ川と合流する。
これより下流側は完全な砂漠気候であり、ナイル河谷を除いて居住者は、ほとんどいない。また、これ以北ではナイル川に注ぎ込む常時水流の見られる支流は存在せず、降水時にのみ水の流れる涸れ川が点在するのみである。例えばミルク・ワディや、黄ナイル川の異名を持つWadi Howarなどである。第4急湍付近には、メロエ以前にクシュの首都であったナパタ（ゲベル・バルカル）が形成された。この付近には2009年にメロウェダム（Merowe Dam）が完成し、大規模な水力発電を開始した。
エジプトに入ると、アスワン・ハイ・ダムとそれによって出来たナセル湖がある。ナセル湖の長さは550 kmに及び、その南端はスーダン最北の町ワジハルファを越えさらに南まで延びている。アスワン以北は古くからの「エジプト」であり、幅5 kmほどのナイル河谷に、居住者が集中している。アスワンからカイロまでは上エジプトと呼ばれる。この区間でナイル川は、ほぼ1本の河川だが、北西へと流れる支流もあり、カイロ南西にファイユーム・オアシスを作ってカルーン湖に注ぎ込む。それからさらに北へ流れ、カイロから北は三角州が発達している。ナイル川三角州は下エジプトとも呼ばれる。三角州はアレクサンドリアからポートサイドまで約240 kmの幅を持ち、東のロゼッタ支流と西のダミエッタ支流という2本の主流と、多くの分流に別れ、地中海に注いでいる。

## 名称

### ギリシア語名称、ラテン語名称、英語名称

#### 語源
一般には、ナイル川の英語名称Nileはギリシア語で「川、谷」を意味する語を元に命名されたのΝεῖλος（Neilos, 「ナイル川」の意）、ラテン語のNilusを経由してヨーロッパ世界に伝わったとされる。また、それに加えてそれらの元になったのはセム諸語で「川、谷」を意味する語だった可能性もあると論じている説なども存在する。
アラブ世界ではナイル川のアラビア語名称の語源について同様の説明が知られている。そうしたアラブ流の語源説明では、ナイル川名称が元々はセム語（古代エジプト語から直接ではなくフェニキア経由であるといった紹介も行われている）で「谷、渓谷」と意味する名詞でありギリシア語を経由して広まったとされており、アラビア語では語根 n-h-r となっている一方Nileの語源になったセム系言語では語根rに対応する語根lを含む名詞「谷；川」が用いられていたためにl音を含むΝεῖλος、Nilus、Nileになったといった内容になっている。
また『The American Journal of Philology』掲載の『Νεῖλος - An Etymology』は紀元前8世紀頃にナイルデルタ地帯のメンフィス付近の呼称で「the mouths of the front parts」を意味する ni-ro-he の r が l に置き換わった発音（lambdacism）である ni-lo-he が由来になった可能性も考え得るとしている。
ただしそれらはあくまで仮説に過ぎず、古代エジプト語に直接の由来となったらしき名詞が見当たらないことから語源については謎が残っており、ギリシア語の歴史書にナイル川の意味で登場したΝεῖλος（Neilos）の語源は何だったのか、具体的には何語経由だったのかについては、未だに明らかになっていない状態である。

#### セム諸語やアラビア語との関連性
アラビア語でنيل（nīl, ニール）という名詞はアラビア語辞典に「川」「藍、インディゴ」という語義が掲載されているが「アラビア語ではない（＝外来語）」であると併記されており、「藍」の意味に関してはナイル川という名の元になったとアラブ世界で考えられているセム語名詞「谷、渓谷」とは別経路で伝わったペルシア語経由の外来語（おそらくはインド由来で、サンスクリット語nīl>中期ペルシア語>アラビア語）で、ナイル川のアラビア語名称と同音同綴異義語になった結果であることが示唆されている。
ナイル川のアラビア語名称についてはセム語由来と言われる非アラビア語からの移入語とされるنيل（nīl, ニール）にアラビア語の定冠詞 ال（ʾal-, アル＝）を付したものが中世から用いられているナイル川のアラビア語名称 اَلنِّيل（al-nīl, アン＝ニール）となっている。
アラビア語辞典ではنيل（nīl, ニール）をナイル川の名称の由来として「川」という意味があると掲載しているが、アラビア語では川という意味で普段使うことはされておらず古くから نهر（nafr, ナフル）という名詞が用いられてきた。これはナイル川の名称のもとになったとされる名詞と語源が同一だとされており、Nileの元になったセム語語彙の語根 n-h-l のl部分が音の似たrに転じたとする専門書などが存在。
語根 n-h-r もしくは n-h-l やそれに類するものが「谷、渓谷」「川」を意味するのはアラビア語以前のセム諸語（アッカド語、ウガリット語（ウガリト語）、ヘブライ語、古典シリア語を含む）に共通して見られ、その関連性が多くの専門書を通じて知られている。ギリシア語に伝わったナイル川の名称がセム語由来だとする説では、語根 n-h-l の中央部分 h の子音が長母音化した語形がナイル川の名称として歴史書に取り入れられことに起因するといった推察がなされるなどしている。

#### 一般向け・ネット記事における誤情報
日本語書籍・ネット記事では
古アラビア語で「ナ」は定冠詞で、英語で言うと「the」。「イル」は川という意味なので、つまり「the river」ということ
といった説が流布しているが、
- アラビア語ではイスラーム以前の古典アラビア語期も含め定冠詞は ال（ʾal-, アル＝）が使われてきた。
- アラビア語に先立つ言語における定冠詞はナではなく、アラビア半島南部における古い定冠詞は ام（ʾam-, アム＝）でありアラブ世界で知られている古い定冠詞の語形がナ（na）だという言説は聞かれない。[24]
- "ナイル（Nile）"自体にはアラビア語の定冠詞に相当する語は含まれておらず、ナイルセム語起源説においてもセム諸語に存在する語根システムで一般的な3つの子音セット n-h-l が変化したもので"Nile"全体がセム語における「谷、渓谷」という単一の名詞が変化した結果に当たる[10]などと推察されており、n(na)部分がアラビア語の定冠詞であるという記述の情報源は明確ではない。

といった既知の情報・通説と矛盾した内容となっている。
これはエジプトで発刊されたナイル川関連書籍などでも取り上げられているナイル古代エジプト語起源説を誤って古典アラビア語（書籍・記事内では"古アラビア語"）としているものであり、「定冠詞＋川を意味する語」から構成される古代エジプト語語彙がギリシア語などに伝わりアラビア語にも移入された論じている言説がアラビア語起源説と混同された形となっている。

### アラビア語名称

#### 「ナイル川」
現代のエジプトやアラブ諸国ではアラビア語で「ナイル川」を意味する
نَهْرُ النِّيلِ
文語アラビア語発音非休止形：nahr al-nīli（ナフル・ン＝ニーリ）
＊ナフルはのフは唇付近から発音される日本語のフと異なり声門から発声されるため、実際にはナハルに近い。ナフルとするのは学会標準のカタカナ表記ルールに即したものに当たる。
文語アラビア語発音休止形：nahr al-nīl（ナフル・ン＝ニール）
カタカナ表記：ナフル・アン＝ニール
ラテン文字転写：Nahr al-Nīl
と呼ばれており、ここでのニール（アラビア語：نيل, nīl）については「川」（アラビア語：نهر, nahr, ナフル）を意味する、「エジプトの奔流、エジプトの川」（アラビア語；فيض مصر, fayḍ(/faiḍ) Miṣr, ファイド・ミスル）のことであるといった語義説明がアラビア語大辞典類には掲載。アラブ世界では「川」という意味だと理解されている語となっている。
また現代のアラビア語記事やエジプトに関する書籍でも「ナイル川の名前はギリシア語名称にちなむとも言われており、アラビア語名称 نهر النيل,（Nahr al-Nīl, ナフル・アン＝ニール）はこれで"川川"という意味になる」といった言説が掲載されるなどしている。
しかしながら『The American Journal of Philology』掲載の『Νεῖλος - An Etymology』はギリシア語よりも前に語源をさかのぼって探すことは難しく、アラビア語名称のニールもギリシア語が由来であろうと論じている。

#### 略称「ナイル」
ないしは単に「川」という名詞を伴わない河川名称のみの「ナイル」を意味する
اَلنِّيل
文語アラビア語発音非休止形：al-nīlu（アン＝ニール）
文語アラビア語発音休止形：al-nīl（アン＝ニール）
ラテン文字転写：al-Nīl
とも呼ばれる。アラブ世界には同じ名前「アン＝ニール（اَلنِّيل）」で呼ばれる川が複数存在しアラビア語辞典でも挙げられているが、最も有名なのがエジプトのナイル川となっている。
エジプトではその大きさゆえに بَحْرُ النِّيلِ（baḥr al-nīl, バフル・アン＝ニール（実際の発音：バフル・ン＝ニール））すなわち「ナイル海、ナイル大河川」とも呼ばれている。

## 水文

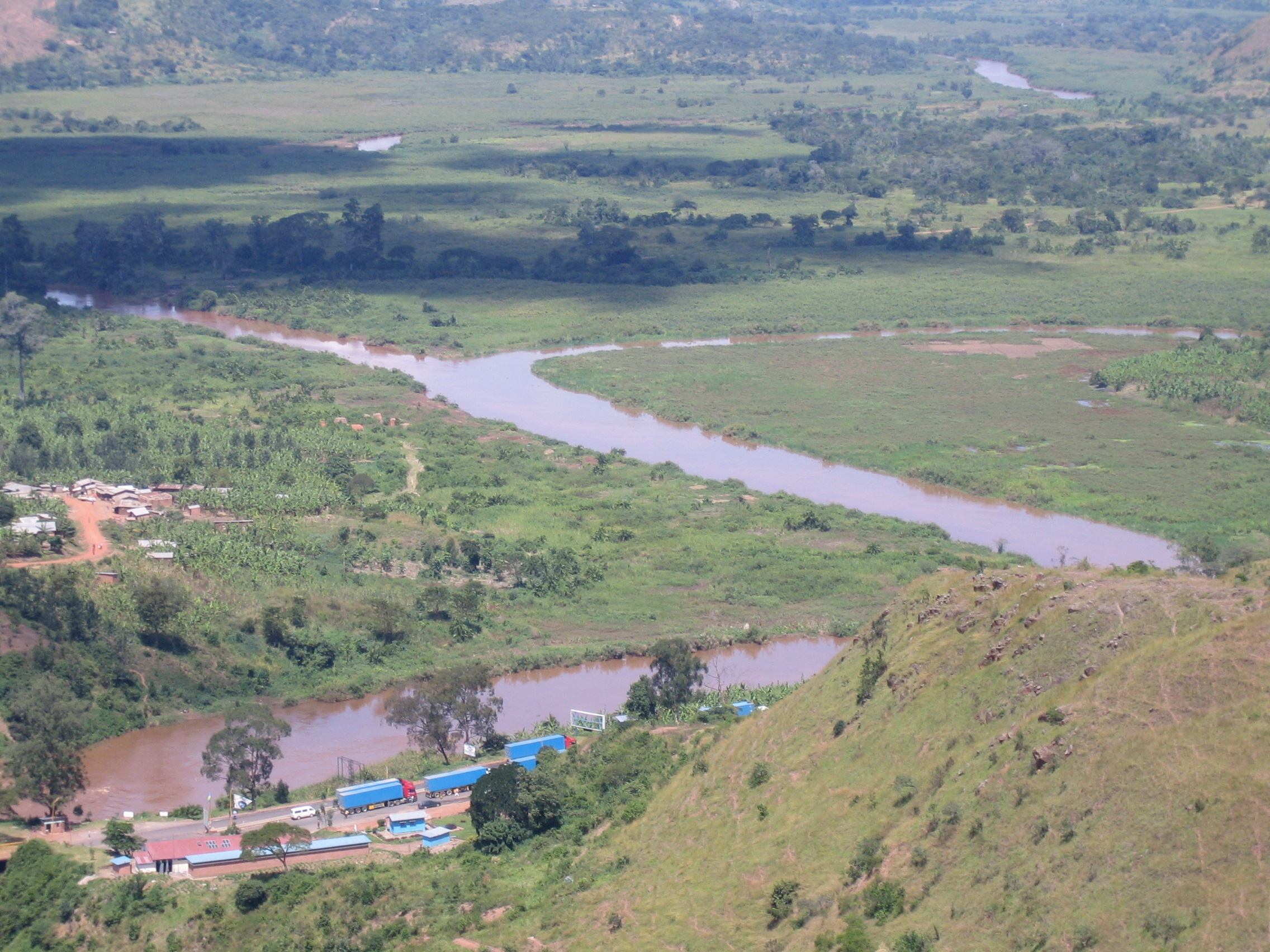
最上流のルスモ滝付近で合流するルブブ川とカゲラ川。

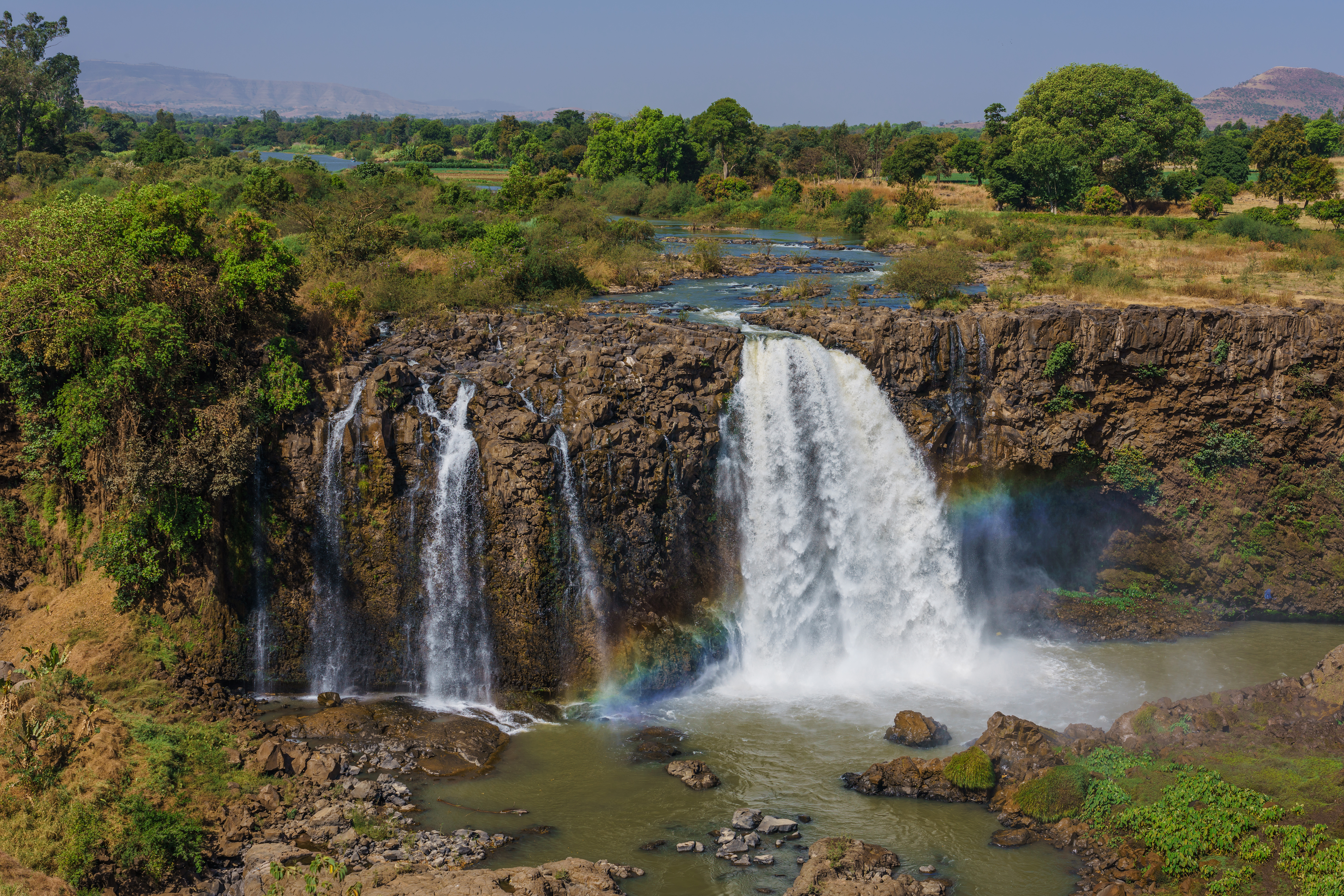
タナ湖より流れ出す青ナイル川。

上流のアルバート湖付近のアルバート・ナイル川の流量は約1048 (m3/秒)であり、年間を通じて大きな変化は無い。しかし、ナイル川は下流へ向かうにつれて、つまり北へ向かうにつれて、乾燥した気候の地域へと入ってゆく。南スーダンのスッドと呼ばれる沼沢地においては蒸発散により、約510 (m3/秒)にまで流量が減少する。つまり、ここで河川水の半分以上が失われている。スッドの出口に形成された都市のマラカル付近でソバト川と合流する。ソバト川は温帯夏雨気候のエチオピア高原に源流を持つため、増水期の3月には約680 (m3/秒)であり、渇水期の8月には約99 (m3/秒)と、流量が大きく変動する。増水期には浮遊物が多く、これがナイル川に流れ込み、白ナイルの語源である。ソバト川の影響により、合流点付近の白ナイル川の流量も約609 (m3/秒)から約1218 (m3/秒)の範囲で変化する。
その後、ハルツームで青ナイル川と合流し、ここから先が狭義のナイル川である。ナイル川はアトバラで、アトバラ川と合流する。アトバラより下流では、砂漠気候の中を流れ、大規模な河川の合流は無い。この地方のナイル川は、乾燥地帯を流下するために蒸発散による影響を大きく受ける。1月から6月にかけての乾季の間、青ナイル川の流量は約113 (m3/秒)であり、ナイル川の流量のうち、白ナイル川から供給される水が7割から9割を占める。
なお、アトバラ川は雨季以外ほとんど流量は無い。アトバラ川も青ナイル川もエチオピア高原に源流を持つため、高原の雨季には両河川の流量は大幅に増大する。特に青ナイル川の流量増大は非常に大幅で、8月の青ナイル川流量は約5600 (m3/秒)以上に達し、この時期はナイル川の流量の8割から9割を青ナイル川から供給される水が占める。また、特に青ナイルは標高約1800 mのタナ湖から短い距離の間に急激に高度を下げるため、河床を侵食して土砂を運搬し、大量の堆積物を下流にもたらす。この土は肥沃であり、この土が氾濫時に堆積していたエジプトにおいて、昔は農作物の豊作をもたらしていた。
しかし、それはアスワン・ハイ・ダムが建設されて終わりを迎えた。アスワン・ハイ・ダム建設以前のアスワンにおける流量比は、渇水期と増水期で15倍に達していた。それが1970年のアスワン・ハイ・ダム竣工後も、電力需要に合わせたアスワン・ハイ・ダムでの水力発電などのために人工的な流量変化は起きるものの、その下流側のアスワン・ロウ・ダムが調整ダムとしての役割を果たすため、アスワン・ロウ・ダムより下流のエジプトにおいて、年間の流量変化はほとんど無くなり、年間通じて同じ水量が流れている。この結果、アスワン・ロウ・ダムより下流側では氾濫しなくなったものの、上流から供給されてきた肥沃な土は農地に堆積しなくなって農業に影響を与えた。また、巨大なナセル湖の出現によって、ここから蒸発するナイル川の水の影響などで、周辺の気候が変わった。さらに、ビルハルツ住血吸虫の問題もある。

## 地史
現在のナイル川の流路は、エチオピア高原が隆起してきた白亜紀以降に形成されたと考えられている。中新世以降、その状況は5つの時期に分類される。中新世の頃の流路は古ナイル（Eonile）と呼ばれ、侵食系であった。その頃は地中海の海盆は干上がっており、この盆地に向けて峡谷が形成されたと考えられている。古ナイルによって形成された峡谷は、その後に埋積され、現在ではそれらの領域の一部にガス田が見られる。現在のナイル川の流路になったのは、更新世末期である。
1万2500年前には最終氷期の終わった影響によって、それまで閉鎖湖であったヴィクトリア湖の水位が急激に上昇し、湖水が北のナイル川水系へとあふれ出した。この時に、ヴィクトリア湖は現在のナイル川水系に接続された。

## 歴史

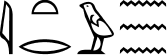
ナイル川を指すヒエログリフ。発音は Iteru である。

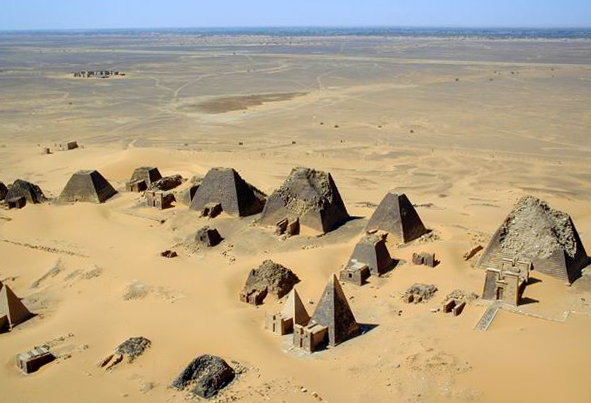
メロエのピラミッド群を、上空から撮影した写真。

紀元前6世紀頃に作成された、アナクシマンドロスによる世界地図の再現図。

紀元前450年頃に作成された、ヘロドトスによる世界地図の再現図。

### 中流域より下流側
ナイル川流域、特に下流のエジプトは、世界で最も古い文明の興った土地として知られている。エジプト語では「大きな川」という意味の Iteru と呼ばれた。紀元前3800年頃には既に古代エジプト文明が成立しており、紀元前3150年頃には統一国家を形成してエジプト古王国が成立し、以後も肥沃なナイル川流域を基盤として独自の文明を築いた。その南の地域であるヌビアにおいても、エジプト文明の影響を受けて王国が形成され、紀元前2200年頃にはクシュ王国が建国された。クシュはエジプト新王国のトトメス1世によって滅ぼされたものの、紀元前900年頃に、ナイル第4急湍の傍らに形成された都市であるナパタ（ゲベル・バルカル）において再興し、紀元前747年には逆に第3中間期のエジプトに攻め込んでエジプト第25王朝を建設した。その50年後にアッシリアのアッシュールバニパルに敗れて第25王朝はエジプト支配を失ったが、ナパタの王朝はそのまま存続し、紀元前6世紀頃に南のメロエへ遷都後も長く栄えた。メロエは鉄鉱石と樹木が豊富であり、盛んに製鉄が行われた。
やがて下流のエジプトはペルシア帝国に支配され、アレクサンドロス帝国に支配された後、ギリシア系のプトレマイオス朝の元で独立を回復した。しかし紀元前30年のクレオパトラ7世の時代に、アクティウムの海戦によってローマ帝国に支配され独立を失い、皇帝直轄地のアエギュプトゥスとなった。
一方でヌビアの独立は、この時代も保たれた。メロエの王国が滅ぼされたのは350年頃で、エチオピア北部を本拠とするアクスム王国によってとされているが、異説もある。メロエ滅亡後、ヌビアは北のノバティア、ドンゴラを首都とする中部のマクリア、ハルツーム周辺を本拠とする南のアロディアの3王国に分かれた。
395年にはローマ帝国は東西に分裂し、エジプトは東ローマ帝国領となった。4世紀から5世紀にかけてはエジプトでもヌビアでもキリスト教が受け入れられたが、639年のイスラム帝国の侵攻によってエジプトは征服され、以後イスラム化した。なお、その後もヌビア地域ではキリスト教王国が長く命脈を保ったものの、北のイスラム勢力からの圧力によって徐々に弱体化し、最後まで残ったアロディアも14世紀頃には滅亡して、イスラム教徒によるフンジ王国などが建国された。19世紀に入るとエジプトでオスマン帝国から半独立の王朝を作り上げたムハンマド・アリーがヌビアへと侵攻し、フンジ王国を滅ぼし、さらにその南に居住するヌエル人やディンカ人やシルック人を征服して、現在のスーダンの版図に至る中流域をエジプトの支配下に組み入れた。イスマーイール・パシャの時代にはさらに南下して、1869年にはスーダン南端のゴンドコロ（現在のジュバ）まで侵攻して支配下にして赤道州を設置し、1874年にはチャールズ・ゴードンを初代総督に任命してウガンダ方面への進出を図った。

### 上流域
上流域においては難所や急流によって中下流域とは断絶され、ほとんど互いに無関係な歴史を歩んだ。15世紀頃にはヴィクトリア湖畔に領域国家が出現し、19世紀に入ってモンバサなどのインド洋沿岸のスワヒリ文化圏からのキャラバン・ルートが上流域に到達して、ブニョロ王国やブガンダ王国などが、インド洋で営まれていたアラブ人による交易圏と遠距離交易を行いながら繁栄した。

### 源流の探索
ナイル川源流が一体どこなのかを探る調査は、古代より行われていた。しかし、スッドの沼沢地など、ナイル川上の航路の難所を越えられず、源流は長らく不明のままであった。古代の地理学者もナイルの源については知らず、推測によって地図を描くしかなかった。紀元前5世紀のヘロドトスは、ナイル川は西アフリカから東進した後に北上してエジプトに流れ込んでいるのだろうと考えていた。1世紀にはギリシアのディオゲネスという船乗りが、インド洋交易の帰途に東アフリカの海岸から内陸部に入り込み、25日間にわたってナイルの源流を求めて奥地へ旅をしたとされる。彼の報告に基づき、2世紀の地理学者のクラウディオス・プトレマイオスは、「月の山脈」とその麓の2つの湖がナイル川の水源であると考えた。
アラブ人もナイル川の源流の場所は知らず、1355年に出版されたイブン・バットゥータの著書『諸都市の新奇さと旅の驚異に関する観察者たちへの贈り物』でも、ニジェール川を「ナイル」と記し、ニジェール川はナイル川の支流だと考えていた記載が残る。
16世紀頃からエチオピアとヨーロッパとの交流が始まった結果、青ナイル周辺の地理は判明し始め、1615年にはポルトガルのイエズス会の修道士であったペドロ・パエスがタナ湖を発見した。1770年にはスコットランド人の探検家のジェームズ・ブルースが探検を行い、彼によって青ナイル川の源流がタナ湖であるとヨーロッパ人にも知られるようになった。
しかし、白ナイル川の源流については不明のままであった。
19世紀初頭には北のエジプトの総督がスーダン進出と同時にナイル川の源流探査を行い、1842年にはゴンドコロまで達したものの、その南までは進めなかった。19世紀中盤に入るとヨーロッパ人のアフリカ探検が盛ん行われ、ナイル源流の探索も、その主要なテーマの1つであった。1858年にイギリス人の探検家のジョン・ハニング・スピークが、ヴィクトリア湖を発見した。彼はリチャード・フランシス・バートンと共同でナイル川の水源を探す探検を行い、まず2人でタンガニーカ湖を発見した。その後、体調不良でタンガニーカ湖畔に残ったバートンを置いてスピークは探検を進め、1858年8月3日に、ムワンザでヴィクトリア湖を「発見」した。この湖をナイル川の水源だと信じたスピークは、時のイギリス女王ヴィクトリアの名を取り「ヴィクトリア湖」と命名した。しかし、スピークの探検では、ヴィクトリア湖がナイル川の水源だとは確認できなかったため、タンガニーカ湖がナイル川の源流だと考えたバートンと、ヴィクトリア湖がナイルの源流だと考えたスピークによる大論争が勃発した。この論争に決着を付けるべく、スピークは1860年9月よりジェームズ・オーガスタス・グラントと一緒にザンジバルを出発して再び探検を行い、1862年7月28日に、ヴィクトリア湖北岸のジンジャから大きな川が北へと流れ出していると確認した。スピークはこの流出地点にある滝をリポン滝と命名し、これで謎は解明されたと考えて帰路に着いた。ただ、この探検でも謎は残ったままで、論争はさらに続いた。1864年9月には両者の討論会が予定されていたが、その前日にスピークは銃の暴発事故で死亡した。この死には不明な部分が多く、さらに論争の一方の当事者が死去してしまったため、ナイル源流論争はさらに混乱した。その上、サミュエル・ベーカーとフローレンス・ベーカーのベーカー夫妻が1864年3月14日にアルバート湖を発見し、1866年にその結果を発表したため、混乱は頂点に達した。
これらの論争を受けて、デイヴィッド・リヴィングストンがこの地域を探検した。彼はベーカーよりもさらに南のルアラバ川と、その源流のザンビア領内のバングウェウル湖がナイルの源流であろうと考え、探査を行った。この探検の途中でリヴィングストンはヨーロッパとの連絡が一時途絶え、アメリカ合衆国の新聞社が派遣したヘンリー・モートン・スタンリーと、ウジジの村で邂逅するなど困難を重ねたが、源流の確定には至らず客死した。その跡を継いだヘンリー・モートン・スタンリーは1875年に、リポン滝を確認した後で湖を周遊し、これによってヴィクトリア湖がナイル川の源流であると確定された。
ただ、その後も、ヴィクトリア湖に流れ込む川の探検が続けられ、カゲラ川やその支流のルヴィロンザ川などが、ナイルの源流とされるようになってきた。
しかし、真の源流の探索は21世紀に入っても依然として続けられており、2006年にもブラジルとニュージーランドの探検家が新しい源流を発見した。

### 植民地化
ナイル川の源流がほぼ確定されると、イギリスなどのヨーロッパ列強が、この地域に手を伸ばし始めた。特に最下流のエジプトに強力な利害を持つイギリスが熱心であった。もしナイル上流が他の列強によって支配された場合、ナイルの水に頼っているエジプトが甚大な被害を被る可能性があったからである。こうした中、エジプトの圧政に耐えかねた人々の中からムスリムのシャイフであるムハンマド・アフマドが、1881年にマフディー戦争を起こした。1882年にエジプトを保護国化したイギリスはチャールズ・ゴードンを派遣したものの、1885年にはハルツームが陥落し、ゴードンも殺害されて、マフディー国家は、ほぼ現在のスーダンの領域まで領土を拡大させ、イギリスは一時スーダンからの撤退を余儀なくされた。
しかし、その南、当時はエジプト最南端であった赤道州には総督のエミン・パシャが残留し、孤立しながらも何とか独立を保っていた。このエミン・パシャの扱いが、その後、イギリスとドイツの間で争点になった。エミン・パシャは本名をシュニッツァーというドイツ人であり、彼を救出すると称して、イギリスとドイツがそれぞれ軍を派遣したのである。この救出作戦はヘンリー・モートン・スタンリー率いたイギリス隊が成功させ、1889年にエミン・パシャは「救出」されて赤道州政府は滅亡した。これに対して出遅れたドイツ隊は、ブガンダ王国と友好条約を締結したりして、この地域に進出を図ったが、結局1890年8月10日に、ヘルゴランド＝ザンジバル条約により南緯1度線に両国の境界線が引かれ、ナイル上流域は全域がイギリスの勢力範囲に置かれた。この条約に基づいて、ナイル最上流部のヴィクトリア湖周辺にもイギリスの触手が伸びた。イギリスは、ブガンダ王国やブニョロ王国、トロ王国、アンコーレ王国といった国々と条約を締結し、1894年にはウガンダ保護領が成立した。
この頃に、アフリカ最南端のケープ植民地の首相に就任したセシル・ローズは、カイロからケープタウンまでのケープ・カイロ鉄道の敷設と、電信網の構築を、イギリスの政策として実施するよう提唱した。これを受けて、アフリカをイギリス植民地で南北に縦断させるアフリカ縦断政策が、3C政策の一環としてイギリス政府によって採られていった。これに伴い、再びナイル川流域にイギリスの目が向けられた。1898年にイギリスは再びスーダンに侵攻し、同年のオムドゥルマンの戦いによってホレイショ・キッチナーの指揮の元で、マフディー国家を事実上滅亡させた。
一方、この頃にフランスは、アフリカ大陸最西端のダカールからサヘル地帯を次々と植民地化し、フランス植民地によるアフリカ横断（アフリカ横断政策）を狙っていた。
このイギリスとフランスの政策は、オムドゥルマンの戦いから1週間後に、スーダン中央部（現在の南スーダン北部）の白ナイル川沿いの都市、ファショダにて衝突した。フランス領赤道アフリカ首府のブラザヴィルから出発したジャン・バティスト・マルシャン将軍の軍が、2年間かけてファショダに到達し、マフディー国家消滅の混乱を突いてファショダを占領したのである。これはファショダ事件と呼ばれる。キッチナーの軍はファショダに急行して両軍は対峙したものの、フランスが譲歩して撤退し、ナイル川流域のイギリスの覇権は、これで確立された。この1898年には、イギリスとエジプトの共同統治領の英埃領スーダンが成立し、こうして、マフディー国家は滅亡し、ナイル川の流域のほとんどはイギリスによって一体的に統治された。
その後、1922年にエジプトが、1956年にスーダンが、1962年にウガンダがイギリスから独立し、この地域は全域が植民地支配から脱却した。しかし、ウガンダやスーダンにおいては内乱や紛争が絶えず、特にスーダンにおいては北部に住むアラブ人のイスラム教徒と、南部に住む黒人系のキリスト教徒との紛争が激化して、1955年から1972年の第一次スーダン内戦、1983年から2005年にかけての第二次スーダン内戦が起きた。これにより、この地域の産業は衰退し、開発も遅れ、多くの死傷者が出た。結局、2005年の和平合意に基づいて、2011年に南部スーダン独立住民投票が実施され、圧倒的多数の支持を受けて、2011年に南スーダン共和国がスーダンから分離独立した。

## 開発

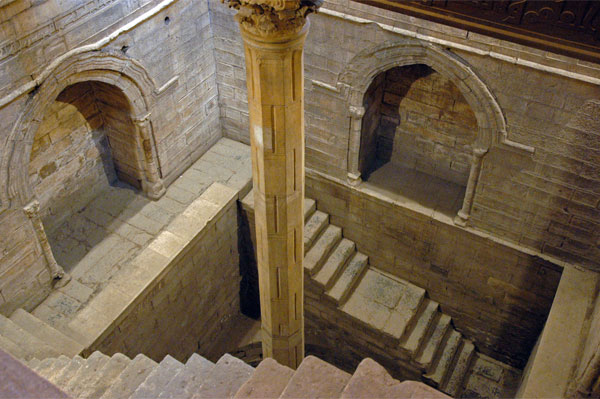
ローダ島に設置されたナイロメーター。これでナイル川の水位を計測していた。

### 産業革命以前
ナイル川の流域の肥沃な土壌は、世界四大文明の1つに数えられるエジプト文明を育んだ。古代ギリシアの歴史家・ヘロドトスは「エジプトはナイル川の賜物」という言葉を、彼の著書『歴史』に記した。ナイル川は7月中旬に、季節風の影響を受けて、エチオピア高原に見られる温帯夏雨気候の影響で、氾濫を起こしてきた。この氾濫の際に、上流より肥沃な土壌を、ナイル川の河畔にもたらしていた。しかも、水位の上下は起きても、鉄砲水のような急激な水位上昇は発生せず、毎年決まった時期に穏やかに増水が起こった。砂漠気候で少雨であるエジプトにおいて、この洪水は文明の屋台骨とも言える要素の1つであった。この洪水の時期を知るために世界最古の暦ともいわれるシリウス暦が作られた。また、洪水の収束後に農地を元通り配分するため、測量技術と幾何学が発達した。
古代エジプト崩壊後も、エジプトの歴代の統治者はナイルを重視し続けた。ナイルの水位を知るための水位計であるナイロメーターが各地に設置された。例えば、カイロのローダ島には716年に、ナイロメーターが建設された。さらに、アスワンのエレファンティネ島などに現在でも数基が残存している。

### 産業革命後

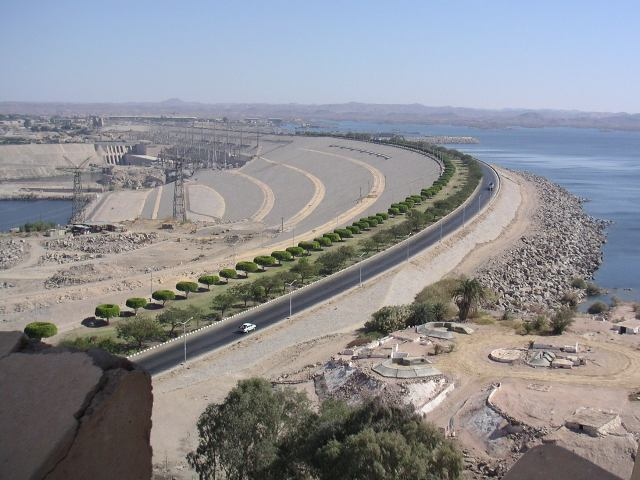
アスワン・ハイ・ダム

#### エジプト
19世紀に入り、産業革命により、綿布の生産効率が飛躍的に向上し、原料としての綿花栽培が盛んになっていった。
従来の浅い水路を掘って、洪水時の水を貯水していた、ベイスン灌漑方式に代わり、夏運河と呼ばれる通年灌漑用の深い水路が掘られ、通年での耕作を可能にした。夏運河からは水車などを用いて水を汲み上げ、農地へと水を供給した。これによってエジプトにおいて洪水は農耕に不可欠ではなくなり、逆に洪水を起こさないようコントロールする必要に迫られた。そこで水害を防ぐためにアスワン・ロウ・ダムが建設され、1902年に竣工した。これによって治水能力は大幅に向上したものの、ダムの堤の嵩上げを幾度か実施して、最終的に堤の高さは元々のナイル川の河床から36 mの高さにされた。しかし、それでも、完全に洪水を無くすには至らなかった。そこで1952年にエジプト革命によって政権を握ったガマール・アブドゥル＝ナーセル大統領は、アスワン・ハイ・ダム計画を推進し、1970年に完成させた。アスワン・ハイ・ダムの竣工によるナセル湖の出現と、その調整ダムとしてアスワン・ロウ・ダムが機能するようになった結果、これより下流側でのナイル川の洪水を完全に防げるようになり、これまで洪水期には使用できなかった広大な農地が使用可能となった。さらに、新たな農地の大規模な開発も進められ、例えば、ナセル湖からワーディー・ゲディード県などへの送水によって、2250 km2の農地開発を目的としたトシュカ・プロジェクトが1998年に着工され、2003年に完成した。
また、2つのアスラン・ダムでの水力発電量は、当時のエジプトの発電量の半分近くにも及んだ。さらに、ナセル湖の出現によって、この湖では漁業も盛んとなった。
一方でアスワン・ハイ・ダムの建設に伴い、アブ・シンベル神殿やヌビア遺跡などの貴重な古代エジプトの文化遺産がダム湖に沈む為、遺跡の高台への移設を余儀なくさせた。また、ナイル川が上流から運んで来る肥沃な土壌が、アスワン・ハイ・ダムより下流側の農地には届かなくなったため、肥料の大量投入によって地力を維持せざるを得ない状況に変化した。逆に、このような肥沃な土壌が流れ込んで溜まるナセル湖は富栄養化し、2005年の時点でも、緑藻類が大繁殖して湖水は濃い緑色の状態が常であった。さらに、現在、上流からの土砂の供給が減少した結果に伴う河岸侵食や、ナイル川下流地域では灌漑による地下水位の上昇に伴う塩害の発生などに悩まされており、エジプト政府は、これらの対策を迫られている。
なお、エジプトのアブドルファッターフ・アッ＝シーシー大統領は、アシュートでの水力発電所・灌漑整備など、ナイル川の開発に500億エジプト・ポンド以上を投じる計画に着手した。これは政権への支持獲得と同時に、失業者が過激派に参加しないようにする狙いがある。

#### スーダン

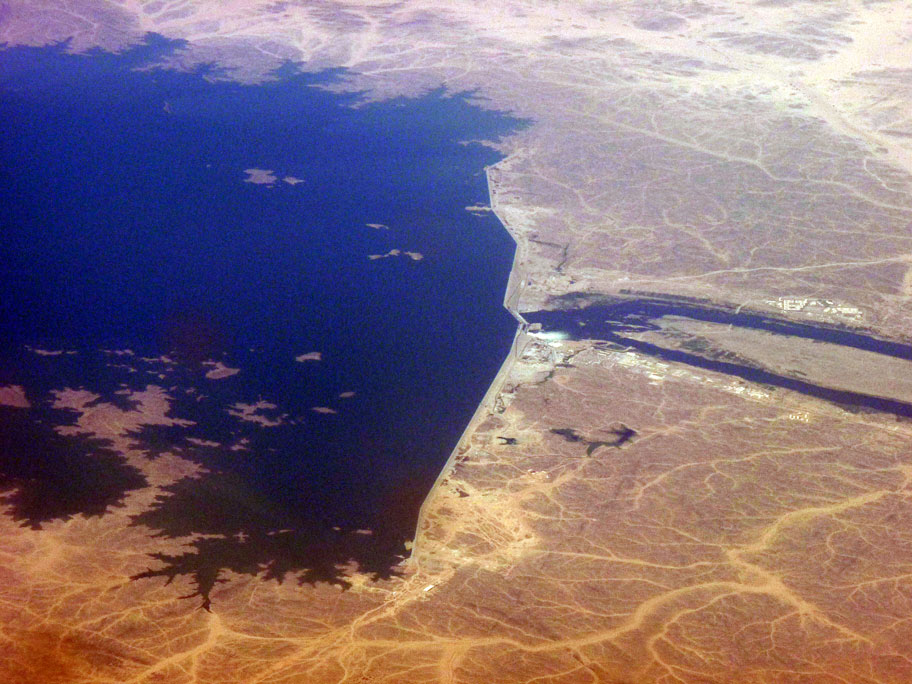
メロウェダム

また、スーダンにおいても、1920年代から開始されたゲジラ計画や、1966年のロセイレス・ダムなどの建設によって、水利用と開発が進んだ。特にゲジラ計画は、青ナイル川のセンナール・ダムから大規模な幹線水路を引き、肥沃なハルツーム南のジャジーラ州の灌漑を目指した。白ナイル川の水系にも1937年にジェベル・アウリア・ダムを建設して水を引き、最終的には灌漑水路の総延長は4300 km、灌漑エリアは8800 km2に及ぶ大規模な開発であった。この完成によってスーダンは、1930年代に世界有数の綿花の生産国になった。それと同時に、コムギなどの収穫量も向上して「アフリカのパン籠」と呼ばれるまでになった。
しかしながら、1956年にスーダンがイギリスから独立した後は、内戦が頻発し、産業は衰退していった。
それでも、ナイル川の開発は続けられ、1970年代後半にはスッドにてナイル川の水量を増すためのジョングレイ運河の建設が進められた。ただ、結局は内戦による政情不安によって、この計画は放棄された。1989年にクーデターで実権を握ったオマル・アル＝バシール大統領は、2009年に白ナイル川と青ナイル川の合流した先、ハルツームの北にメロウェダムを建設した。ただ、こちらもアスワン・ハイ・ダムと同様に、考古学者から貴重な古代クシュ王国の文化遺産への影響を懸念する声も出た。

### 水利の争い
ナイル川の水は周辺諸国にとって貴重であり、激しい争奪戦の的となってきた。特にエジプトは国土全域でほとんど降雨が無く、エジプト南部では5年間連続で一切降雨が観測されなかった地点も記録されたほどである。このようなエジプトにおける1996年時点での外国からの流入地表水への依存率は、97パーセントにも達する。エジプトに流入する河川はナイル川しか存在しないため、この依存率はそのままナイル川への依存率であり、ナイルの水無しでは、エジプトが存立し得ないことが示されている。
このことは昔から知られており、1929年にはエジプトとイギリスとの間で、水利協定が結ばれた。この協定において、両国間の水配分が決定され、エジプトは自らの水の利用に影響する上流での河川開発事業において、拒否権を保持すると定められた。
さらに1959年にはスーダンとエジプトの間に新たな水利協定が結ばれ、ナイルの年間水量840億トンのうち、蒸発分100億トンを除いた、555億トンがエジプトの利用分、185億トンがスーダン利用分と決定された。
しかし、この配分や既得権はエジプトにとって非常に有利であるため、特に上流域諸国において不満が高まっていた。そこで1999年2月にナイル川流域イニシアティブ（Nile Basin Initiative、NBI）が流域9カ国によって結成され、ナイル川の総合開発や水資源の配分について、総合的に話し合う場が形成された。ただ、それでも上流域諸国の不満は強く、2010年5月には「ナイル流域協力枠組み協定」という新協定が提案された。これは他国に影響を与えない範囲で自国内の水資源を自由に使えるようにするための協定で、上流域諸国の広い支持を得たものの、下流に当たるエジプトとスーダンは水の割当量減につながるとしてこれを拒否した。一方で上流域のエチオピア、ケニア、ウガンダ、ルワンダ、タンザニアは、この協定に署名を行い、さらにナイル川の水量を上流で最も支えているエチオピアはグランド・エチオピア・ルネサンス・ダムの建設を推し進め、両陣営間の対立が表面化した。

## 河川交通

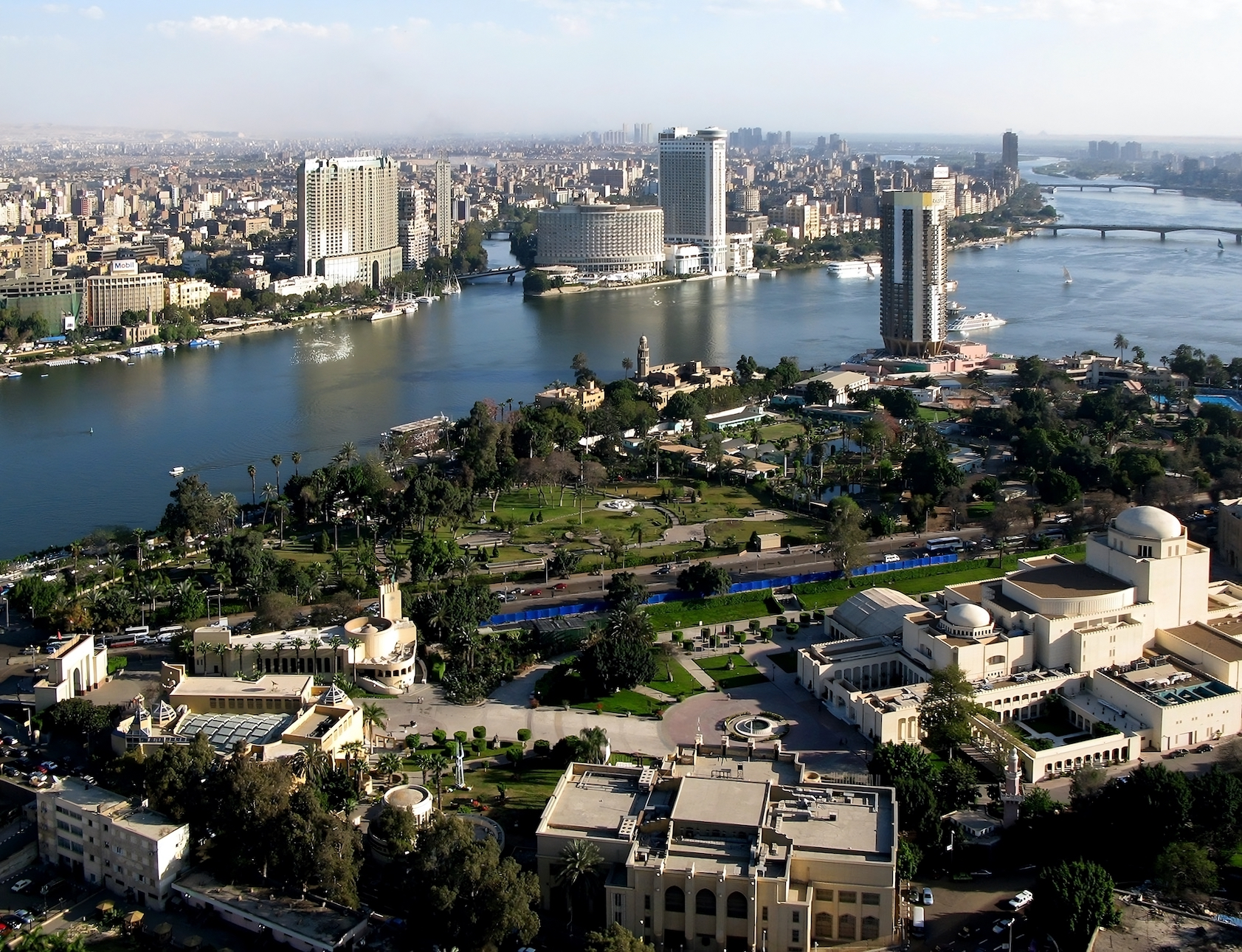
カイロ市内のナイル川。

ナイル川の流路の概要。2本の赤い線が交わる場所がハルツームで、ここで西から合流してくるのが白ナイル川、東から合流してくるのが青ナイル川で、ここより下流側が狭義のナイル川である。

### エジプト
ナイル川、特に白ナイル川は全般的に勾配は緩やかなものの、何か所か急流や滝が存在するため、河川全域を通じての通航は不可能である。しかしその部分を除けば、船舶の航行は可能であり、河口からアスワンの第1急湍までの間は、古来より交通路として非常に重要な地位を占めてきた。古代エジプト文明の時代より、エジプト人はナイル河畔に居住していた。特に第1急湍までの間は河川交通によって密接に結ばれており、河口からここまでが「エジプト」として認識されていた部分であった。
その後、エジプト文明が強力になるにつれて、その影響力は徐々に上流側の急流の場所にまで伸びていった。エジプト中王国期のエジプト第12王朝時代には、第2急湍のすぐ下流にまでエジプトの南限が達した。急流部分には町が作られ、交通の結節点として機能した。こうしてナイル川を河川交通路として利用したことにより、エジプト文明の影響力は最盛期には現在のエチオピアなど上流部にまで及んでいた。また、冬季においては季節風を利用して、帆掛舟により、川の遡行が可能であり、これも利用された。現在でも、ファルーカと呼ばれる帆船が、交通手段として利用されており、観光船の運航も行われている。
アスワンの南の第1急湍にはアスワンハイダムが建設され、できたナセル湖にはアスワンとスーダン最北の街ワジハルファの間に定期船が就航している。ナセル湖にはアブ・シンベル神殿などの観光遊覧船も就航し、多くの観光客を集めている。

### スーダン
スーダンにおいても、ナイル川の河川交通は重要である。白ナイル州の南部にあるコスティ市から南スーダンの首都ジュバに至る1436 kmの水路は、道路交通の発達していないこの地域においては、重要な交通路である。この間には、ナイル川の河川交通の難所として知られていた、南スーダンのスッド湿地がある。この区間には多目的利用のジョングレイ運河建設計画があったものの、生態系への影響や、スッドを通り抜ける風が湿度を失ってスーダン北部の砂漠化の進行が加速する懸念、流域の政情不安などから、計画は1985年以来、凍結されたままである。

### ウガンダ
ウガンダにおいては、過去に蒸気船航路が開設された時期もあったものの、現在では定期航路は開設されていない。

## 主要な支流
太字は最長流路上の河川である。斜体は涸れ川であり、普段は表流水が無い。下流側より記載している。
- Wadi Allaqi
- 黄ナイル（別名：Wadi Howar）
- ミルク・ワディ
- アトバラ川 - ナイル川の合流する最後の涸れ川ではない大規模河川。
- 白ナイル川と青ナイル川が合流し、ここより下流側が狭義のナイル川。
  - （白ナイル水系）
    - ソバト川
    - バハル・エル＝ガザル川
    - セムリキ川
      - カジンガ水路

    - カゲラ川
      - ルルブ川
        - ルヴィロンザ川（英語版）